# Васнари
Васна́ри (рос. Васнары, чув. Васнар) — присілок у складі Красноармійського району Чувашії, Росія. Входить до складу Красноармійського сільського поселення.
Населення — 229 осіб (2010; 251 у 2002).
Національний склад:
- чуваші — 95 %